# Heliothea albida
Heliothea albida är en fjärilsart som beskrevs av Ribbe 1912. Heliothea albida ingår i släktet Heliothea och familjen mätare. Inga underarter finns listade i Catalogue of Life.